# 云梯关遗址
云梯关遗址，位于江苏省盐城市响水县，是中华人民共和国江苏省文物保护单位之一。
2011年12月30日，授予江苏省文物保护单位，是一座古遗址。